# 圣蓬索
圣蓬索（義大利語：San Ponso），是意大利都灵省的一个市镇。总面积2平方公里，人口273人，人口密度136.5人/平方公里（2009年）。ISTAT代码为001251。